# تپه اوگرمک
تپه اوگرمک مربوط به سده‌های میانه دوران‌های تاریخی پس از اسلام است و در شهرستان بهبهان، بخش مرکزی، دهستان حومه، سمت راست جاده بهبهان به اسدآباد، ۲ کیلومتری شرق روستای قالند وسطی واقع شده و این اثر در تاریخ ۱ مرداد ۱۳۸۶ با شمارهٔ ثبت ۱۹۲۸۲ به‌عنوان یکی از آثار ملی ایران به ثبت رسیده است.